# Halmstads och Laholms kontrakt
Halmstads och Laholms kontrakt är ett kontrakt i Göteborgs stift inom Svenska kyrkan i Hallands län.
Kontraktskoden är 0816. 

## Administrativ historik
Kontraktet bildades 1 april 2007 av
hela Laholms kontrakt med
- Laholms församling
- Veinge-Tjärby församling
- Knäreds församling uppgick 2020 i Knäred-Hishults församling
- Ränneslöv-Ysby församling
- Skummeslövs församling
- Hasslöv-Våxtorps församling
- Hishults församling uppgick 2020 i Knäred-Hishults församling

hela Halmstads kontrakt
- Getinge församling som 2008 uppgick i Getinge-Rävinge församling
- Harplinge församling som 2022 namnändrades till Harplinge-Steninge församling
- Holms församling som 2010 uppgick i S:t Nikolai församling
- Kvibille församling som 2008 uppgick i Slättåkra-Kvibille församling
- Oskarströms församling
- Rävinge församling som 2008 uppgick i Getinge-Rävinge församling
- S:t Nikolai församling
- Martin Luthers församling
- Slättåkra församling som 2008 uppgick i Slättåkra-Kvibille församling
- Steninge församling som 2022 uppgick i Harplinge-Steninge församling
- Söndrum-Vapnö församling
- Övraby församling som 2010 uppgick i S:t Nikolai församling
- Breareds församling som 2013 uppgick i Snöstorps församling
- Enslövs församling
- Snöstorps församling
- Eldsbergabygdens församling som 2013 uppgick i Snöstorps församling